# Platygaster zangherii
Platygaster zangherii is een vliesvleugelig insect uit de familie van de Platygastridae. De wetenschappelijke naam van de soort is voor het eerst geldig gepubliceerd in 1955 door Szelenyi.